# Bottroper Billard Akademie
Die Bottroper Billard Akademie ist ein Billardverein, der die Disziplinen Karambolage und seit 1988 auch Poolbillard anbietet. Im Karambolage stellt der Verein Mannschaften sowohl für die 1. Bundesliga Dreiband, als auch für die 2. Bundesliga Dreiband. Nach der Saison 2016/17 konnte der Verein aus Spielermangel keine Ligamannschaft mehr aufstellen.
Gegründet als „Billard-Gesellschaft Bottrop 1924“ (BG Bottrop 24) gab sich der Verein 2011 seinen jetzigen Namen. Ab der Saison 2020/21 fusionierte der Club mit dem BC Fuhlenbrock und nannte sich in Billard Center Weywiesen 24/09 um.

## Geschichte
Der Verein gründete sich 1924 in der Gaststätte „Große-Wilde“ in Bottrop-Eigen unter dem Namen „Billard-Gesellschaft Bottrop 1924“, kurz „BG Bottrop 24“. Der Spielbetrieb wurde zunächst mit einer Mannschaft, später mit einer zweiten Mannschaft auf Kreisebene aufgenommen. Nach dem Krieg organisierte sich der Verein rasch wieder und wurde 1946, 1947 und 1948 zunächst Stadtmeister. Die BG musste sich erst wieder hochspielen. Dies gelang unter anderem durch die Mithilfe von Josef Janzen, Deutscher Meister im Dreikampf 1950 und 1952, der 1954 zum Verein stieß und diesen in die 1. Landesliga führte. 1957 kam die erste Goldmedaille bei der Westfalenmeisterschaft, bis 1968 kamen vier weitere hinzu. Bis dahin wurden die Medaillen alle noch am kleinen Tisch erspielt.
Schon 1964 hatte die BG, mit großer Unterstützung vom Spieler und Vereinsheimbetreiber Johannes Große-Wilde, ein Matchbillard angeschafft. Kam der Deutsche Meister Norbert Witte (Cadre 47/2 - 1964, Einband - 1963, 1967, 1968 und 1969) zunächst nur zum Training, so schloss er sich später dem Verein an. Durch den großen Tisch hatte der Verein die Voraussetzung für die Teilnahme an der 1967 neu gegründeten Dreiband-Bundesliga geschaffen, damit gehört sie zu den ersten sechs Bundesligavereinen.
Die 1. Mannschaft stieg 1999 aus der 1. Bundesliga ab und konnte erst 2012 wieder aufsteigen. Ein Jahr später schlossen sie mit dem dritten Platz ab. 2019 stieg die 2. Mannschaft aus der 2. Bundesliga ab. Zu ihren größten Erfolgen zählen die Meistertitel der 2. Liga, die dreimalige Vizemeisterschaft in der 1. Liga und die vier Siege bei der Deutschen Pokalmannschaftsmeisterschaft (DPMM) bzw. Teampokal (seit 2019).
Zu den Stammspielern gehört der seit März 2019 zum Bundestrainer ernannte Christian Rudolph.

## Erfolge (Dreiband)
- Teampokal Dreiband (bis 2019 DPMM):  2013, 2016, 2017, 2019, 2021, 2023

### 1. Bundesliga
- 2022, 2023, 2024  1980, 1984, 2013  1970,

### 2. Bundesliga
- 1983, 1992, 2011  1991, 2001, 2009  1987, 1990, 1996, 2002, 2004